# Marknadssocialism
Marknadssocialism eller socialistisk marknadsekonomi är ett decentraliserat ekonomiskt system inom vilket kapital och produktionsfaktorer ägs och planeras gemensamt i företagen eller av offentliga aktörer. Produktionsfaktorer (eller produktionsmedel) så som arbetskraft, naturresurser/råvaror och kapital handlas, tillsammans med produktionsresultatets avsättning i form av varor och tjänster, på marknader. Marknadssocialism är en kombination av marknadsekonomiska mekanismer och socialism, där termen socialism betecknar den sociala relationen i ägandeskapet medan marknadsekonomi handlar om hur resursallokering och prisbildning sker i ekonomin. Det finns andra kombinationer av ägandeformer och ekonomiska system, såsom kapitalistisk marknadsekonomi, socialistisk planekonomi, kapitalistisk planekonomi. Marknadssocialism är inte att förväxla med de ekonomiska relationer såsom välfärdsstater, välfärdskapitalistiska samhällen och blandekonomier som vuxit fram inom ramen för det kapitalistiska systemet i, i synnerhet Europa och Norden. Marknadssocialismen var den ekonomiska plattformen i det forna Socialistiska federativa republiken Jugoslavien fram till 1990-talet.
Vinsterna som genereras i det marknadssocialistiska systemet är tänkt att återinvesteras i företagen och de anställda eller användas inom den offentliga sektorn. Den grundläggande skillnaden mellan så kallad traditionell socialistisk ekonomi och marknadssocialism är att det inom det marknadssocialistiska systemet finns en marknad där produktionsmedlen och kapitalvaror verkar under marknadsmässiga principer.

## Nutidens marknadssocialister
Inom socialismen förespråkar bland andra mutualister marknadsekonomi, men även andra som socialdemokrater. Det finns dock skillnader i synen på hur fri marknaden skall vara bland olika typer av marknadssocialister.